# Held der Gladiatoren
Held der Gladiatoren ist ein Fernsehfilm aus dem Jahr 2003. Der Historienstoff ist eine Koproduktion von RTL und ORF und erzählt die Rachegeschichte eines jungen germanischen Gladiators im 1. Jahrhundert n. Chr.
Die Free-TV-Premiere fand am 26. Oktober 2003 auf RTL statt.

## Handlung
Das Brüderpaar Germanus und Ceradoc, zwei germanische Gefangene, soll in der Hafenstadt Puteoli bei einem Gladiatorenkampf als "Schlachtvieh" für den Stargladiator Lagos herhalten. Die Germanen unterliegen zwar, halten sich im Kampf aber so wacker, dass sie vom Veranstalter begnadigt werden. Doch der blutrünstige Lagos gibt dem Wunsch des Publikums nach und exekutiert den wehrlosen Ceradoc. Germanus wird indes schwerverwundet vom Feld getragen. Der junge Germane hat das Interesse zweier Zuschauer geweckt; des Lanistas Palaestrio und seines Trainers Galenus. Als Palaestrio den Schlächter Lagos für seine Arena in Augusta Treverorum (Trier) kauft, besteht er daher darauf, Germanus als Dreingabe zu erhalten.
Zusammen mit seinen neuverpflichteten Sklaven – unterwegs erweitert um Germanus' Schwester Rhihanna – reist Palaestrio in das römisch besetzte Germanien. Germanus will den Tod seines Bruders rächen, doch sein Mentor Galenus schärft ihm ein, erst zu trainieren, bevor er den übermächtigen Lagos herausfordert. Seiner Schwester verschweigt Germanus, wer Ceradoc getötet hat – und muss so mit ansehen, wie Rhihanna ausgerechnet dem Charme Lagos' erliegt und sich in den Mörder ihres eigenen Bruders verliebt. Als Rhihanna dahinterkommt, attackiert sie ihren Geliebten. Doch die Attacke scheitert ebenso wie die nachfolgende Flucht der Geschwister aus der Gladiatorenschule.
Zur Strafe für ihre Vergehen werden Bruder und Schwester gegeneinander in den Kampf geschickt: Entweder tötet einer den anderen – oder beide werden hingerichtet. Rhihanna opfert sich, indem sie sich in das Schwert ihres Bruders stürzt. Denn letztlich ist nur er in der Lage, Lagos zu besiegen. Tatsächlich kann sich Germanus im dramatischen Endkampf durchsetzen. Rache hat er genommen, doch er bleibt ein Sklave: Seine Karriere als Gladiator hat gerade erst begonnen.

## Hintergrund
Der Film wurde im Herbst 2002 von der UFA Filmproduktion auf Malta und im französischen Puy du Fou gedreht. Held der Gladiatoren war seinerzeit mit einem Budget von 5,5 Millionen Euro die bis dahin teuerste RTL-Produktion und wurde erst von Hai-Alarm auf Mallorca überflügelt.
Der Film war ursprünglich als Pilotfilm für eine gleichnamige Fernsehserie geplant, die in der Gladiatorenschule des Palaestrio spielen sollte.
Der von Dieter Bohlen geschriebene und von Alexander Klaws gesungene Titelsong Free Like the Wind belegte in Deutschland zwei Wochen lang den ersten Platz der Charts (Österreich und Schweiz: Platz 2).